# 10870 Gwendolen
10870 Gwendolen eller 1996 SY4 är en asteroid i huvudbältet som upptäcktes den 25 september 1996 av den kanadensiska astronomen Christopher Aikman vid Dominion astrofysiska observatorium. Den är uppkallad efter upptäckarens mor, Mary Gwendolen Ellery Read Aikman.